# 야 (기독교)
야(Jah 또는 Yah, יהּ Yah)은  야훼 יהוה, 신명사문자)의 축약어이다. 히브리어 성경에 나오는 하나님의 고유한 이름이다.
이 짧은 형태의 이름인 야(Jah)는 히브리어 성경에서 50회 나온다. 그 가운데서 할렐루야(Hallelujah)와 같은 단어속에서는 24번 나타난다.

## 같이 보기
- 아아흐